# ایکونگو (بخش)
ایکونگو (به لاتین: Ikongo) یک بخش‌های ماداگاسکار در ماداگاسکار است که در واتوواوی-فیتووینانی واقع شده‌است.